# Tsarevski
Tsarevski (en rus: Царевский) és un poble (un khútor) de l'óblast de Vorónej, a Rússia, segons el cens del 2010 tenia vuit habitants.